# Los Hornos, Atenco
Los Hornos är en ort i Mexiko, tillhörande kommunen Atenco i delstaten Mexiko. Los Hornos ligger i den centrala delen av landet och tillhör Mexico Citys storstadsområde. Orten hade 344 invånare vid folkräkningen 2010.